# کاراواجو (فیلم ۱۹۸۶)
کاراواجو (انگلیسی: Caravaggio) فیلمی در ژانر درام و زندگینامه‌ای به کارگردانی درک جارمن است که در سال ۱۹۸۶ منتشر شد.

## بازیگران
- شان بین
- رابی کالتران
- نایجل داونپورت
- ورنون دوبتچف
- تری داونز
- دکستر فلچر
- مایکل گاف
- جاناتان هاید
- نایجل تری
- تیلدا سوئینتن
- جان روگن